# Nils Winkler
Nils Winkler (i riksdagen kallad Winkler i Malmö), född 18 oktober 1870 i Hässleholm, Kristianstads län, död 28 juni 1942 i Malmö S:t Petri församling, var en svensk riksdagspolitiker (lantmanna- och borgarpartiet).
Winkler grundade 1892 tillsammans med Wilhelm Sonesson firman Wilh. Sonesson & Co i Malmö, senare ombildad till aktiebolag för vilket han var styrelseordförande och verkställande direktör. Winkler var även styrelseledamot i AB Skånska handelsbanken 1908–1919, i Skandinaviska Kreditaktiebolaget från 1919, styrelseordförande i Förenade Bil AB i Malmö, AB Limhamns aduceringsverk, AB Malmö armaturfabrik, Svenska bindgarnsfabriken AB, AB Sveriges förenade filfabriker, Tryckeri- och tidnings AB Södra Sverige i Helsingborg, Maskinfabriks AB Thule. Han var vice ordförande i Skånes handelskammare från 1928, ordförande från 1934.
Winkler var ledamot av Malmö stadsfullmäktige 1902–1930, tillhörde hamndirektionen under åren 1905–1930 och var dess vice ordförande 1911–1916 och ordförande 1917–1930. I riksdagen var han ledamot av andra kammaren 1916–1932, först invald i Malmö stads valkrets, men från 1922 invald i Fyrstadskretsen. Winkler är begravd på Sankt Pauli mellersta kyrkogård i Malmö.